# Вілсон-Крік (Вашингтон)
Вілсон-Крік (англ. Wilson Creek) — місто (англ. town) в США, в окрузі Грант штату Вашингтон. Населення — 204 особи (2020).

## Географія
Вілсон-Крік розташований за координатами 47°25′23″ пн. ш. 119°7′3″ зх. д. / 47.42306° пн. ш. 119.11750° зх. д. (47.422930, -119.117570).  За даними Бюро перепису населення США в 2010 році місто мало площу 2,48 км², уся площа — суходіл.

## Демографія
Згідно з переписом 2010 року, у місті мешкало 205 осіб у 94 домогосподарствах у складі 56 родин. Густота населення становила 83 особи/км².  Було 116 помешкань (47/км²).
Расовий склад населення:
| - 91,2 % — білих - 1,5 % — корінних американців - 1,0 % — азіатів - 2,4 % — осіб інших рас |

До двох чи більше рас належало 3,9 %. Частка іспаномовних становила 8,3 % від усіх жителів.
За віковим діапазоном населення розподілялося таким чином: 20,0 % — особи молодші 18 років, 50,2 % — особи у віці 18—64 років, 29,8 % — особи у віці 65 років та старші. Медіана віку мешканця становила 50,8 року. На 100 осіб жіночої статі у місті припадало 89,8 чоловіків;  на 100 жінок у віці від 18 років та старших — 95,2 чоловіків також старших 18 років.
Середній дохід на одне домашнє господарство  становив 42 292 долари США (медіана — 42 083), а середній дохід на одну сім'ю — 51 354 долари (медіана — 47 386). За межею бідності перебувало 14,6 % осіб, у тому числі 29,3 % дітей у віці до 18 років та 10,0 % осіб у віці 65 років та старших.
Цивільне працевлаштоване населення становило 74 особи. Основні галузі зайнятості: освіта, охорона здоров'я та соціальна допомога — 31,1 %, сільське господарство, лісництво, риболовля — 24,3 %, публічна адміністрація — 10,8 %, роздрібна торгівля — 9,5 %.